# Dusona nanus
Dusona nanus là một loài tò vò trong họ Ichneumonidae.